# Campionatele Mondiale de Natație pentru Juniori 2022
Cea de-a 8-a ediție a Campionatelor Mondiale de Natație pentru Juniori a avut loc în perioada 30 august - 4 septembrie 2022 la Centrul Acvatic Videna din Lima, Peru. Este deschis competiției pentru fete cu vârsta cuprinsă între 14 și 17 ani și băieți cu vârsta între 15 și 18 ani la sfârșitul anului calendaristic 2022. Toate probele se vor desfășura într-un bazin de 50 de metri (bazin lung).
Inițial, competiția a fost planificată pentru 24–29 august 2021, totuși, pandemia de COVID-19 a dus la amânarea sa pentru 24–29 august 2022. În aprilie 2022, FINA a anunțat o schimbare a datelor, precum și o schimbare a gazdei de la Kazan, Rusia, la Lima, Peru, din cauza invaziei Rusiei din 2022 a Ucrainei. În aceeași lună, FINA a anunțat că sportivii și oficialii din Belarus și Rusia sunt interziși la Campionate.

## Calendar
Un total de 42 de probe se vor desfășura pe parcursul a șase zile, în perioada 30 august – 4 septembrie.
| S | Serii | SF | Semifinale |  | Finale |

| Dată →                | Marți 30 | Marți 30 | Miercuri 31 | Miercuri 31 | Joi 1 | Joi 1 | Vineri 2 | Vineri 2 | Sâmbătă 3 | Sâmbătă 3 | Duminică 4 | Duminică 4 |
| Probă ↓               | D        | S        | D           | S           | D     | S     | S        | S        | D         | S         | D          | S          |
| --------------------- | -------- | -------- | ----------- | ----------- | ----- | ----- | -------- | -------- | --------- | --------- | ---------- | ---------- |
| 50 m liber            |          |          |             |             | S     | SF    |          |          |           |           |            |            |
| 100 m liber           |          |          |             |             |       |       |          |          | S         | SF        |            |            |
| 200 m liber           |          |          | S           |             |       |       |          |          |           |           |            |            |
| 400 m liber           | S        |          |             |             |       |       |          |          |           |           |            |            |
| 800 m liber           |          |          |             |             | S     |       |          |          |           |           |            |            |
| 1500 m liber          |          |          |             |             |       |       |          |          |           |           | S          |            |
| 50 m spate            |          |          |             |             | S     | SF    |          |          |           |           |            |            |
| 100 m spate           | S        | SF       |             |             |       |       |          |          |           |           |            |            |
| 200 m spate           |          |          |             |             |       |       |          |          |           |           | S          |            |
| 50 m bras             |          |          |             |             |       |       |          |          | S         | SF        |            |            |
| 100 m bras            | S        | SF       |             |             |       |       |          |          |           |           |            |            |
| 200 m bras            |          |          |             |             |       |       | S        |          |           |           |            |            |
| 50 m fluture          |          |          |             |             |       |       | S        | SF       |           |           |            |            |
| 100 m fluture         |          |          | S           | SF          |       |       |          |          |           |           |            |            |
| 200 m fluture         |          |          |             |             |       |       |          |          |           |           | S          |            |
| 200 m individual mixt |          |          | S           |             |       |       |          |          |           |           |            |            |
| 400 m individual mixt |          |          |             |             |       |       |          |          | S         |           |            |            |
| 4×100 m liber         | S        |          |             |             |       |       |          |          |           |           |            |            |
| 4×200 m liber         |          |          |             |             |       |       | S        |          |           |           |            |            |
| 4×100 m mixt          |          |          |             |             |       |       |          |          |           |           | S          |            |

| Dată →                | Marți 30 | Marți 30 | Miercuri 31 | Miercuri 31 | Joi 1 | Joi 1 | Vineri 2 | Vineri 2 | Sâmbătă 3 | Sâmbătă 3 | Duminică 4 | Duminică 4 |
| Probă ↓               | D        | S        | D           | S           | D     | S     | S        | S        | D         | S         | D          | S          |
| --------------------- | -------- | -------- | ----------- | ----------- | ----- | ----- | -------- | -------- | --------- | --------- | ---------- | ---------- |
| 50 m liber            |          |          |             |             |       |       |          |          | S         | SF        |            |            |
| 100 m liber           |          |          | S           | SF          |       |       |          |          |           |           |            |            |
| 200 m liber           |          |          |             |             |       |       |          |          |           |           | S          |            |
| 400 m liber           |          |          |             |             |       |       | S        |          |           |           |            |            |
| 800 m liber           |          |          | S           |             |       |       |          |          |           |           |            |            |
| 1500 m liber          |          |          |             |             |       |       |          |          | S         |           |            |            |
| 50 m spate            |          |          |             |             |       |       | S        | SF       |           |           |            |            |
| 100 m spate           | S        | SF       |             |             |       |       |          |          |           |           |            |            |
| 200 m spate           |          |          |             |             | S     |       |          |          |           |           |            |            |
| 50 m bras             | S        | SF       |             |             |       |       |          |          |           |           |            |            |
| 100 m bras            |          |          |             |             | S     | SF    |          |          |           |           |            |            |
| 200 m bras            |          |          |             |             |       |       |          |          |           |           | S          |            |
| 50 m fluture          |          |          |             |             | S     | SF    |          |          |           |           |            |            |
| 100 m fluture         |          |          |             |             |       |       |          |          | S         | SF        |            |            |
| 200 m fluture         |          |          | S           |             |       |       |          |          |           |           |            |            |
| 200 m individual mixt |          |          |             |             |       |       | S        |          |           |           |            |            |
| 400 m individual mixt | S        |          |             |             |       |       |          |          |           |           |            |            |
| 4×100 m liber         |          |          |             |             |       |       |          |          | S         |           |            |            |
| 4×200 m liber         | S        |          |             |             |       |       |          |          |           |           |            |            |
| 4×100 m mixt          |          |          |             |             |       |       |          |          |           |           | S          |            |

| Dată →        | Marți 30 | Marți 30 | Miercuri 31 | Miercuri 31 | Joi 1 | Joi 1 | Vineri 2 | Vineri 2 | Sâmbătă 3 | Sâmbătă 3 | Duminică 4 | Duminică 4 |
| Probă ↓       | D        | S        | D           | S           | D     | S     | S        | S        | D         | S         | D          | S          |
| ------------- | -------- | -------- | ----------- | ----------- | ----- | ----- | -------- | -------- | --------- | --------- | ---------- | ---------- |
| 4×100 m liber |          |          |             |             | S     |       |          |          |           |           |            |            |
| 4×100 m mixt  |          |          | S           |             |       |       |          |          |           |           |            |            |

## Tabel medalii
| Loc   | Țară             | Aur | Argint | Bronz | Total |
| ----- | ---------------- | --- | ------ | ----- | ----- |
| 1.    | Japonia          | 7   | 8      | 4     | 19    |
| 2.    | Ungaria          | 7   | 7      | 0     | 14    |
| 3.    | Polonia          | 7   | 1      | 6     | 14    |
| 4.    | România          | 4   | 2      | 2     | 8     |
| 4.    | Turcia           | 4   | 2      | 2     | 8     |
| 6.    | Spania           | 3   | 1      | 2     | 6     |
| 7.    | Portugalia       | 3   | 0      | 0     | 3     |
| 8.    | Italia           | 2   | 8      | 10    | 20    |
| 9.    | Africa de Sud    | 1   | 3      | 1     | 5     |
| 9.    | Brazilia         | 1   | 3      | 1     | 5     |
| 11.   | Austria          | 1   | 1      | 1     | 3     |
| 11.   | Croația          | 1   | 1      | 1     | 3     |
| 11.   | Serbia           | 1   | 1      | 1     | 3     |
| 14.   | Cehia            | 0   | 2      | 2     | 4     |
| 15.   | Cipru            | 0   | 1      | 0     | 1     |
| 15.   | Franța           | 0   | 1      | 0     | 1     |
| 17.   | Danemarca        | 0   | 0      | 2     | 2     |
| 18.   | Grecia           | 0   | 0      | 1     | 1     |
| 18.   | Hong Kong, China | 0   | 0      | 1     | 1     |
| 18.   | Lituania         | 0   | 0      | 1     | 1     |
| 18.   | Slovacia         | 0   | 0      | 1     | 1     |
| Total | Total            | 42  | 42     | 42    | 126   |

## Rezultate

### Masculin
| Probă                 | Aur | Aur       | Argint | Argint   | Bronz | Bronz    |
| 50 m liber            | Diogo Ribeiro | 21.92     | Nikolas Antoniou                                                                                           | 22.51 ·  | Jere Hribar | 22.55    |
| 100 m liber           | David Popovici | 47.13     | Jere Hribar                                                                                                | 49.37    | Nikolas Antoniou | 49.91    |
| 200 m liber           | David Popovici | 1:46.18 · | Dániel Mészáros                                                                                            | 1:48.98  | Filippo Bertoni | 1:49.05  |
| 400 m liber           | Stephan Steverink | 3:48.27   | Vlad Stancu                                                                                                | 3:48.38  | Krzysztof Chmielewski | 3:49.34  |
| 800 m liber           | Carlos Garach Benito | 7:52.73   | Batuhan Filiz                                                                                              | 7:55.61  | Vlad Stancu | 7:56.14  |
| 1500 m liber          | Carlos Garach | 15:08.14  | Laszlo Galicz                                                                                              | 15:12.71 | Vlad Stancu | 15:17.97 |
|                       | |           | |          | |          |
| 50 m spate            | Ksawery Masiuk | 24.44 · , | Pieter Coetze                                                                                              | 24.61    | Miroslav Knedla | 25.18    |
| 100 m spate           | Ksawery Masiuk | 52.91 ·   | Pieter Coetze                                                                                              | 52.99    | Miroslav Knedla | 55.08    |
| 200 m spate           | Pieter Coetze | 1:56.05 · | Hidekazu Takehara                                                                                          | 1:58.22  | Ksawery Masiuk | 1:58.55  |
|                       | |           | |          | |          |
| 50 m bras             | Uroš Živanović | 27.70     | Alex Sabattani                                                                                             | 28.21    | Luka Mladenovic | 28.32    |
| 100 m bras            | Luka Mladenovic | 1:01.30   | Uros Zivanovic                                                                                             | 1:01.64  | Filip Urbanski | 1:02.80  |
| 200 m bras            | Asahi Kawashima | 2:12.61   | Luka Mladenovic                                                                                            | 2:12.94  | Sai Ting Mak | 2:13.90  |
|                       | |           | |          | |          |
| 50 m fluture          | Diogo Ribeiro | 22.96 · , | Daniel Gracík                                                                                              | 23.46 ·  | Casper Puggaard | 23.96    |
| 100 m fluture         | Diogo Ribeiro | 52.03     | Daniel Gracik                                                                                              | 52.51    | Casper Puggard | 52.94    |
| 200 m fluture         | Krzysztof Chmielewski | 1:55.78   | Michał Chmielewski                                                                                         | 1:57.69  | Ei Kamikawabata | 1:58.37  |
|                       | |           | |          | |          |
| 200 m individual mixt | Sanberk Yigit Oktar | 1:59.89 · | Tomoyuki Matsushita                                                                                        | 2:00.89  | Yuta Watanabe | 2:01.39  |
| 400 m individual mixt | Riku Yamaguchi | 4:14.88   | Stephan Steverink                                                                                          | 4:17.68  | Vasileios Sofikitis | 4:19.60  |
|                       | |           | |          | |          |
| 4×100 m liber         | România · David Popovici (47.07 ) · Alexandru Constantinescu (51.17) · Ștefan Cozma (51.10) · Patrick Dinu (49.50)                                                           | 3:18.84   | Franța Benjamin Chateigner (50.41) Nans Mazellier (49.48) Cédric Gabali (50.26) Mattéo Robba (50.14)       | 3:20.29  | Lituania Daniil Pancerevas (49.99) Kiril Stepanov (50.81) Tomas Lukminas (49.96) Rokas Jazdauskas (49.65)                          | 3:20.41  |
| 4×200 m liber         | Italia Alessandro Ragaini (1:49.05) Simone Spediacci (1:49.59) Massimo Chiaroni (1:49.90) Filippo Bertoni (1:48.54) Francesco Lazzari[a]                                     | 7:17.08   | Ungaria Zsombor Bujdosó (1:51.44) Benedek Bóna (1:48.74) Attila Kovács (1:49.36) Dániel Mészáros (1:48.01) | 7:17.55  | Polonia Ksawery Masiuk (1:48.93) Krzysztof Matuszewski (1:50.55) Adam Zdybel (1:50.34) Jakub Walter (1:50.11) Michal Pruszynski[a] | 7:19.93  |
| 4×100 m mixt          | Polonia Ksawery Masiuk (53.46) Filip Urbański (1:02.40) Michał Chmielewski (53.87) Krzysztof Matuszewski (50.44) Filip Kosinski[a] Krzysztof Chmielewski[a] Szymon Misiak[a] | 3:40.17   | Africa de Sud Pieter Coetze (53.66) Kian Keylock (1:04.00) Jarden Eaton (54.88) Luca Holtzhausen (50.41)   | 3:42.95  | Franța Simon Clusman (55.78) Nans Mazellier (1:04.17) Yohan Airaud (53.31) Matteo Robba (50.42)                                    | 3:43.68  |

### Feminin
| Probă                 | Aur | Aur       | Argint | Argint   | Bronz | Bronz    |
| 50 m liber            | Bianca Costea | 25.35     | Sara Curtis | 25.53    | Matilde Biagiotti                                                                                                 | 25.60    |
| 100 m liber           | Nikolett Pádár | 55.11     | Matilde Biagiotti | 55.56    | Marina Cacciapuoti                                                                                                | 55.92    |
| 200 m liber           | Nikolett Pádár | 1:58.19   | Lilla Minna Ábrahám | 1:58.23  | Giulia Vetrano | 1:59.54  |
| 400 m liber           | Merve Tuncel | 4:10.29   | Ruka Takezawa | 4:11.83  | Giulia Vetrano | 4:11.86  |
| 800 m liber           | Merve Tuncel | 8:30.00   | Ruka Takezawa | 8:36.80  | Carla Carron | 8:42.88  |
| 1500 m liber          | Merve Tuncel | 16:15.95  | Ruka Takezawa | 16:24.61 | Niko Aoki | 16:30.74 |
|                       | |           | |          | |          |
| 50 m spate            | Lora Komoroczy | 28.51     | Aimi Nagaoka | 28.70    | Sara Curtis | 28.93    |
| 100 m spate           | Dóra Molnár | 1:01.44   | Aimi Nagaoka | 1:01.45  | Chiaki Yamamoto                                                                                                   | 1:02.10  |
| 200 m spate           | Yuzuki Mizuno | 2:09.79   | Dóra Molnár | 2:09.80  | Laura Bernat | 2:11.09  |
|                       | |           | |          | |          |
| 50 m bras             | Karolina Piechowicz                                                                                                | 31.55     | Maria Ramos Najji | 31.68    | Irene Mati | 31.96    |
| 100 m bras            | Karolina Piechowicz                                                                                                | 1:08.73   | Irene Mati | 1:08.94  | Martina Bukvic | 1:09.27  |
| 200 m bras            | Emma Carrasco | 2:26.93   | Yumeno Kusuda | 2:29.62  | Defne Coskun | 2:29.85  |
|                       | |           | |          | |          |
| 50 m fluture          | Jana Pavalić | 26.38 ·   | Beatriz Bezerra | 26.67    | Lillian Slusna | 27.04    |
| 100 m fluture         | Mizuki Hirai | 59.53     | Beatriz Bezerra | 59.69    | Hajung Yang | 1:00.10  |
| 200 m fluture         | Anna Porcari | 2:12.00   | Mehlika Kuzeh Yalçın | 2:13.23  | Paola Borrelli | 2:13.36  |
|                       | |           | |          | |          |
| 200 m individual mixt | Jana Pavalić | 26.38 ·   | Beatriz Bezerra | 26.67    | Lillian Slusna | 27.04    |
| 400 m individual mixt | Mio Narita | 4:37.78 · | Lilla Abraham | 4:44.19  | Giulia Vetrano | 4:44.29  |
|                       | |           | |          | |          |
| 4×100 m liber         | Ungaria Lilla Minna Ábrahám (55.59) Nikolett Pádár (54.90) Lili Gyurinovics (56.39) Dóra Molnár (55.06)            | 3:41.94   | Italia Veronica Quaggio (57.08) Marina Cacciapuoti (55.55) Giulia Vetrano (55.92) Matilde Biagiotti (55.23) Irene Mati[b]                | 3:43.78  | Brazilia Celine Bispo (57.43) Beatriz Bezerra (56.84) Sophia Coleta (58.35) Rafaela Sumida (57.51) Joice Rocha[b] | 3:50.13  |
| 4×200 m liber         | Ungaria Nikolett Pádár (1:58.37) Dóra Molnár (2:02.40) Lili Gyurinovics (2:01.51) Lilla Ábrahám (2:02.42)          | 8:04.70   | Italia Matilde Biagiotti (2:00.24) Giulia Vetrano (2:01.59) Veronica Quaggio (2:04.61) Anna Porcari (2:02.15)                            | 8:08.59  | Turcia Merve Tuncel (2:01.98) Mehlika Yalçın (2:05.52) Defne Tanığ (2:07.19) Belis Sakar (2:06.06)                | 8:20.75  |
| 4×100 m mixt          | Japonia Yuzuki Mizuno (1:01.24) Yumeno Kusuda (1:09.88) Mizuki Hirai (59.15) Mio Narita (56.17) Chiaki Yamamoto[b] | 4:06.44   | Italia Sara Curtis (1:03.14) Irene Mati (1:08.74) Paola Borrelli (59.78) Matilde Biagiotti (55.25) Anna Porcari[b] Marina Cacciapuoti[b] | 4:06.91  | Polonia Laura Bernat (1:02.08) Karolina Piechowicz (1:09.19) Paulina Cierpiałowska (1:00.22) Julia Kulik (56.73)  | 4:08.22  |

### Mixt
| Probă         | Aur | Aur     | Argint | Argint  | Bronz | Bronz   |
| 4×100 m liber | Ungaria Dániel Mészáros (50.79) Benedek Bóna (49.46) Nikolett Pádár (54.41) Dóra Molnár (55.37) Boldizsar Magda[c] Lili Gyurinovics[c] Lilla Minna Ábrahám[c]                                   | 3:30.03 | România · David Popovici (47.23) · Patrick Dinu (50.17) · Bianca Costea (56.87) · Rebecca Diaconescu (56.12)                                               | 3:30.39 | Italia Francesco Lazzari (50.53) Elia Codardini (50.80) Marina Cacciapuoti (56.21) Matilde Biagiotti (55.00) Massimo Chiarioni[c] Veronica Quaggio[c] Anna Pocari[c] | 3:32.54 |
| 4×100 m mixt  | Polonia Ksawery Masiuk (53.52) Karolina Piechowicz (1:08.95) Krzysztof Chmielewski (53.31) Paulina Cierpialowska (56.22) Laura Bernat[c] Filip Urbanski[c] Michal Chmielewski[c] Julia Kulik[c] | 3:52.00 | Italia Sara Curtis (1:03.19) Irene Mati (1:08.79) Elia Codardini (54.07) Francesco Lazzari (49.53) Alex Sabattani[c] Paolo Borrelli[c] Veronica Quaggio[c] | 3:55.58 | Africa de Sud Pieter Coetze (53.31) Kian Keylock (1:04.31) Jessica Thompson (1:02.73) Jessica Carmody (58.23) Hannah Mouton[c]                                       | 3:58.58 |

c Înotătorii care au participat doar la serii și au primit medalii.

## Recorduri stabilite în campionat
Următoarele recorduri ale Campionatului au fost stabilite în timpul competiției.
| Dată         | Probă                            | Etapă      | Timp       | Nume           | Țară          | Ref                                |
| ------------ | -------------------------------- | ---------- | ---------- | -------------- | ------------- | ---------------------------------- |
| 30 august    | 4×100 m liber ștafetă (masculin) | Serii      | 47.37      | David Popovici | România       | [ 7 ] [ 8 ]                        |
| 30 august    | 100 m spate (masculin)           | Semifinale | 52.95      | Pieter Coetze  | Africa de Sud | [ 9 ] [ 10 ]                       |
| 30 august    | 400 m individual mixt (feminin)  | Finală     | 4:37.78    | Mio Narita     | Japonia       | [ 10 ] [ 11 ] [ 12 ]               |
| 30 august    | 4×100 m liber ștafetă (masculin) | Finală     | 47.07      | David Popovici | România       | [ 13 ] [ 14 ]                      |
| 31 august    | 100 m spate (masculin)           | Finală     | 52.91      | Ksawery Masiuk | Polonia       | [ 15 ]                             |
| 31 august    | 200 m liber (masculin)           | Finală     | 1:46.18    | David Popovici | România       | [ 16 ]                             |
| 1 septembrie | 50 m spate (masculin)            | Semifinale | 24.58      | Pieter Coetze  | Africa de Sud | [ 17 ] [ 18 ]                      |
| 2 septembrie | 50 m fluture (masculin)          | Serii      | 23.12      | Diogo Ribeiro  | Portugalia    | [ 19 ] [ 20 ]                      |
| 2 septembrie | 50 m bras (masculin)             | Finală     | 24.44 ()   | Ksawery Masiuk | Polonia       | [ 21 ] [ 22 ]                      |
| 3 septembrie | 50 m fluture (masculin)          | Finală     | 22.96 (, ) | Diogo Ribeiro  | Portugalia    | [ 23 ] [ 24 ] [ 25 ] [ 26 ] [ 27 ] |
| 4 septembrie | 200 m spate (masculin)           | Finală     | 1:56.05    | Pieter Coetze  | Africa de Sud | [ 28 ] [ 29 ]                      |